# Église Saint-Laurent de Yèvres-le-Petit
L'église Saint-Laurent est une église située à Yèvres-le-Petit, en France.

## Localisation
L'église est située sur la commune d'Yèvres-le-Petit, dans le département français de l'Aube.

## Historique
L'édifice est inscrit au titre des monuments historiques en 1991.